# Eniola Ajao
Eniola Ajao es una actriz nigeriana originaria de Epe, reconocida por haber actuado en cerca de 75 películas.

## Plano personal
Ajao realizó sus estudios primarios y secundarios en su natal Epe. Desde pequeña se empezó a interesar por la actuación. Más tarde asistió a la escuela tecnológica de Yaba y a la Universidad de Lagos, donde se graduó como contadora.

## Carrera
En 2004 inició su carrera como actriz, intgrando el elenco de la película Igba Aimo, destacándose en otras producciones como Eniola, Erin Orin y Daramola. En 2018 protagonizó la cinta The Vendor, en la que personificó a Yele Ara. En 2015 fue nominada en los Premios Nollywood en la categoría de Mejor Actriz de Reparto.